# Ёрна
Ёрна — река в Мезенском районе Архангельской области России. Длина реки составляет 22 км.
Река протекает по центральной части Беломорско-Кулойского плато. Берёт начало их озера Верхнее Ёрнозеро, затем протекает через озеро Нижнее Ёрнозеро и течёт в юго-восточном направлении. Впадает в реку Кепина.
Питание снеговое и дождевое. Есть несколько притоков. Порожистая. Долина реки находится на территории Соянского заказника. В 1996 году в бассейне Сояны, рядом с истоком Ёрны, было обнаружено месторождение алмазов им. Гриба.

## Данные водного реестра
По данным государственного водного реестра России и геоинформационной системы водохозяйственного районирования территории РФ, подготовленной Федеральным агентством водных ресурсов:
- Бассейновый округ — Двинско-Печорский
- Речной бассейн — Кулой
- Водохозяйственный участок — Реки бассейна Белого моря от мыса Воронов до мыса Канин Нос (без р. Мезень)

### Топографическая карта
- Лист карты Q-37-XXIII,XXIV. Масштаб: 1 : 200 000. Состояние местности на 1978-1982 год. Издание 1989 г.